# Данек, Лудвик
Лудвик Данек (чеш. Ludvík Daněk; 4/6 января 1937, Бланско, Чехословакия — 15 ноября 1998, д. Гутиско-Соланец, Злинский край, Чехия) — чехословацкий легкоатлет, специализировавшийся на метании диска. Олимпийский чемпион 1972 года, чемпион Европы 1971 года, 14-кратный чемпион ЧССР. Трёхкратный мировой и двукратный европейский рекордсмен в метании диска. Заслуженный мастер спорта Чехословакии.

## Биография
Лудвик Данек родился 6 января 1937 года в чешском городке Бланско. Детство мальчика сложно назвать счастливым: спустя 16 дней после его рождения от воспаления мозга скончался отец, а ещё через два года началась Вторая мировая война. С юных лет он полюбил спорт: бегал по окрестным лесам, играл в футбол, затем увлёкся лыжным спортом и северной комбинацией, после чего в 18-летнем возрасте сделал выбор в пользу лёгкой атлетики, а именно метания диска. В годы прохождения срочной военной службы принимал участие в различных легкоатлетических соревнованиях. При возвращении с одного из них, проходившего в апреле 1957 года в Брно, приятель Лудвика не справился с управлением мотоциклом и врезался в дерево. Получившего при аварии серьёзные травмы Данека спустя пять месяцев нахождения в госпитале комиссовали в связи с его непригодностью для несения дальнейшей службы; перспективы продолжения спортивной карьеры были сведены к минимуму.
Несмотря на неблагоприятные прогнозы врачей и сильные боли в спине, Данек продолжил заниматься спортом и вскоре вошёл в легкоатлетическую элиту. В мае 1964 года на соревнованиях в Вишкове с результатом 62,45 м он показал новый рекорд Европы в метании диска, а уже августе в Турнове, отправив снаряд на отметку 64,55 м, установил новый мировой рекорд, принадлежавший до этого легендарному американцу Элу Ортеру. В октябре того же года представитель США взял своеобразный реванш, выиграв своё третье олимпийское «золото» на Играх в Токио — Данек довольствовался лишь серебряной медалью.
В 1965 году на турнире в Соколове, метнув диск на 65,22 м, Лудвик Данек обновил мировой рекорд, став при этом первым атлетом, преодолевшим 65-метровую отметку.

## Основные результаты
| Год  | Соревнование                        | Место проведения     | Место | Результат, м |
| ---- | ----------------------------------- | -------------------- | ----- | ------------ |
| 1962 | Чемпионат Европы по лёгкой атлетике | Белград, Югославия   | 9     | 52,12        |
| 1964 | Летние Олимпийские игры             | Токио, Япония        | 2     | 60,52        |
| 1966 | Чемпионат Европы по лёгкой атлетике | Будапешт, Венгрия    | 5     | 56,24        |
| 1968 | Летние Олимпийские игры             | Мехико, Мексика      | 3     | 62,92        |
| 1969 | Чемпионат Европы по лёгкой атлетике | Афины, Греция        | 4     | 59,30        |
| 1971 | Чемпионат Европы по лёгкой атлетике | Хельсинки, Финляндия | 1     | 61,90        |
| 1972 | Летние Олимпийские игры             | Мюнхен, ФРГ          | 1     | 64,40        |
| 1974 | Чемпионат Европы по лёгкой атлетике | Рим, Италия          | 2     | 62,76        |
| 1976 | Летние Олимпийские игры             | Квебек, Канада       | 9     | 61,28        |